# Upon Promeathean Shores
Albums de Hecate Enthroned
An Ode for a Haunted Wood
(1995) The Slaughter of Innocence
(1997)
'Upon Promeathean Shores' est un EP du groupe de black metal symphonique anglais Hecate Enthroned. L'album est sorti le 7 juillet 1998 sous le label Blackend Records.
La plupart des titres de cet EP proviennent de leur démo An Ode for a Haunted Wood et ont été ré-enregistrés pour cet EP.
C'est le dernier album de Hecate Enthroned enregistré avec le guitariste, le batteur et le claviériste de la formation de l'époque.

## Liste des morceaux
1. Promeathea - Thy Darkest Mask Of Surreality
2. The Crimson Thorns (My Immortal Dreams)
3. A Graven Winter
4. To Feed Upon Thy Dreams
5. An Ode For A Haunted Wood
6. Through Spell-binding Branches (Deepest Witchcraft)